# سامي سولانكي
سامي سولانكي (بالإنجليزية: Sami Solanki)‏ (و. 1958 – م) هو عالم فلك، وأستاذ جامعي من سويسرا. ولد في كراتشي.

## مناصب وهيئات
أدار جامعة أوتريخت.